# Marvin Musquin

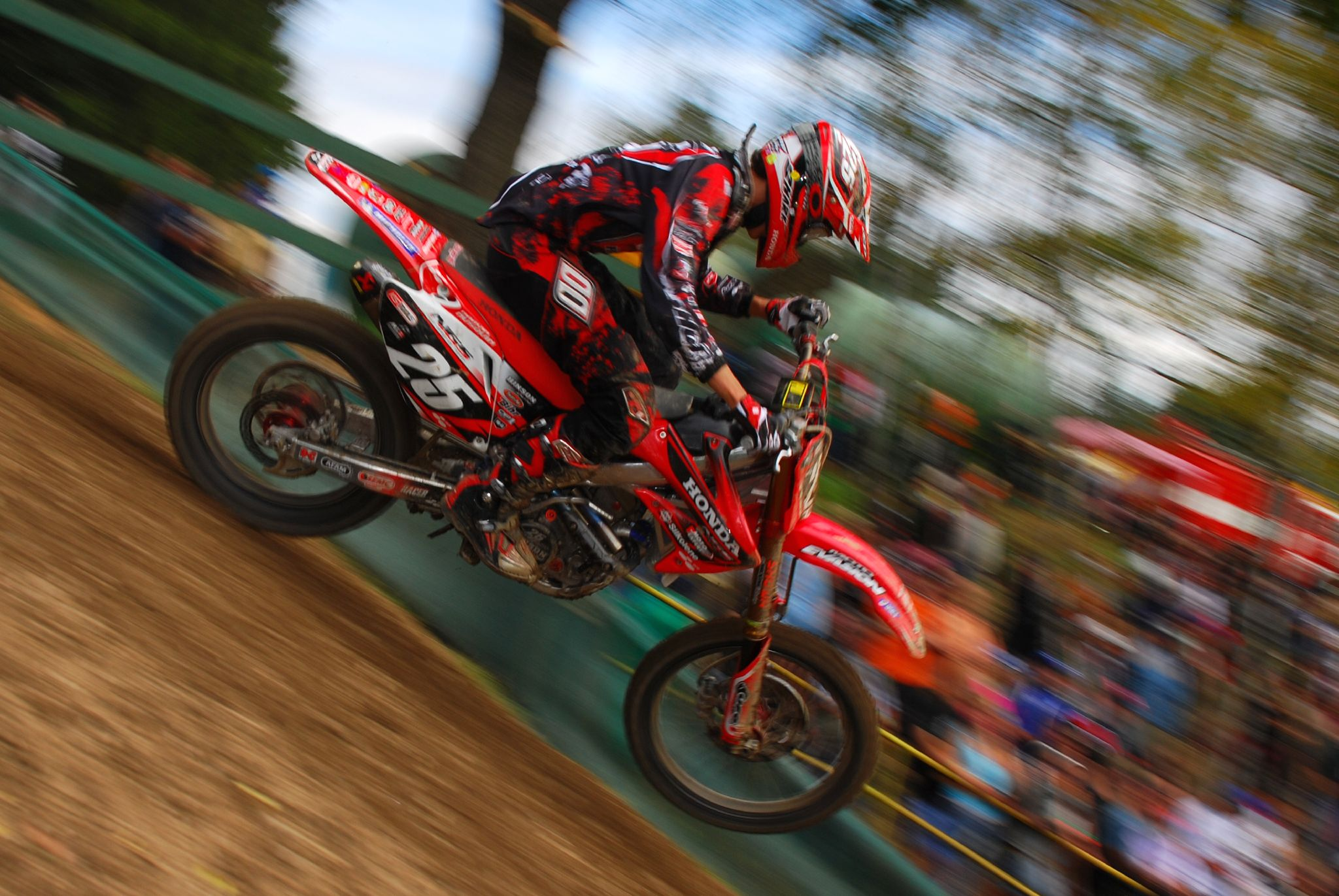
Marvin Musquin au Grand Prix de République tchèque à Loket en 2008.

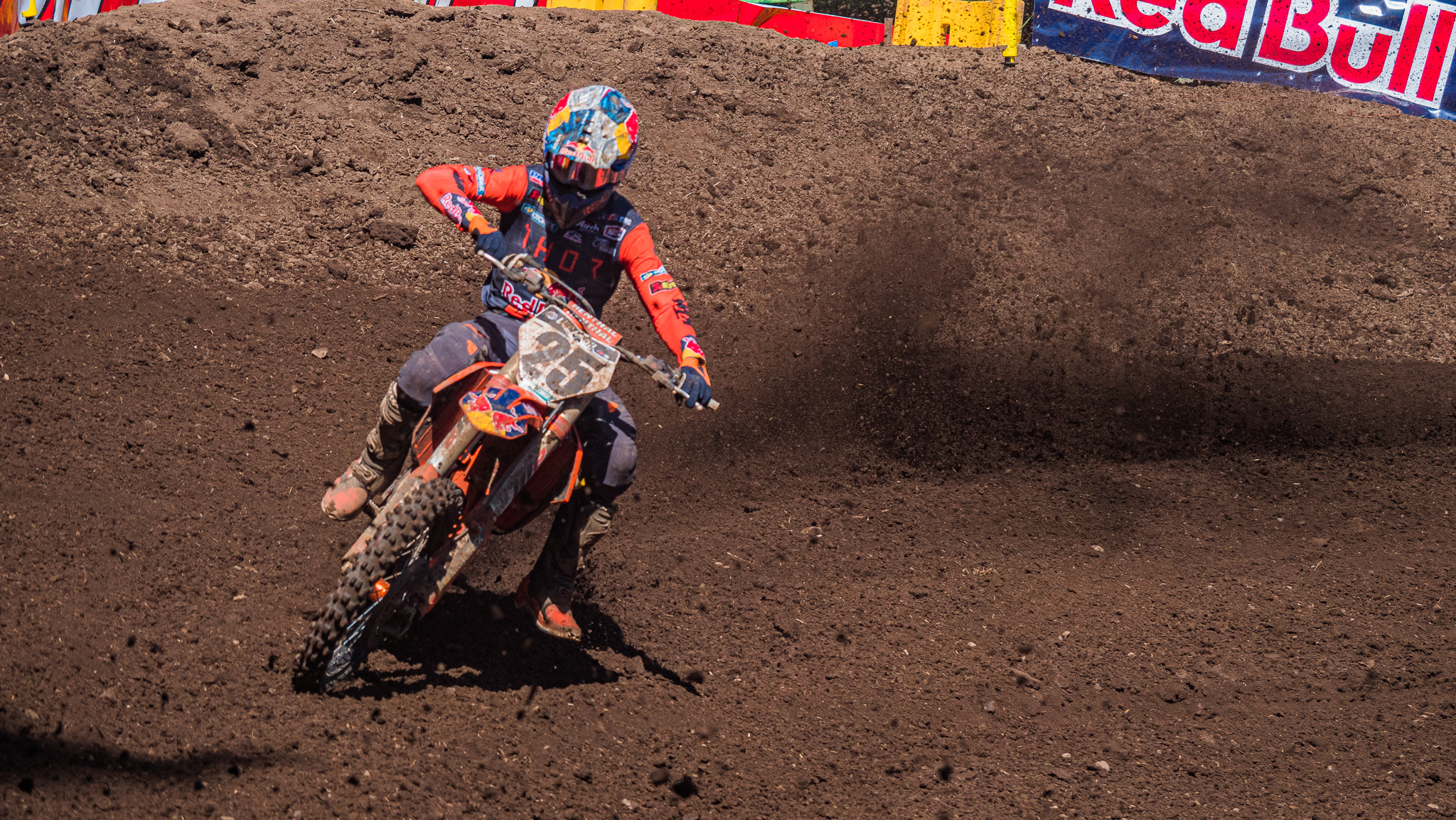
Marvin Musquin en 2021.

Marvin Musquin, né le 30 décembre 1989 à La Réole (Gironde), est un pilote de motocross et de supercross français. Il est double champion du monde de motocross, catégorie MX2, en 2009 et 2010 et champion AMA de supercross, catégorie 250 Côte Est, en 2015.

## Biographie
Issu de la filière de motocross française grâce à l'équipe de France de motocross espoir, Marvin Musquin connaît ses premiers succès avec un titre de champion d'Europe de motocross (en) 85 cm3 en 2004. En 2006, il remporte un premier accessit mondial en terminant à la troisième place du championnat du monde de Motocross Junior 125. La saison suivante, Marvin Musquin remporte un titre de champion de France élite en supercross.
Lors du championnat du monde 2008 de moto-cross, il termine à la 14e place.
Le début de la saison 2009, voit la domination du motocross français dans la catégorie MX2. Musquin remporte la première manche du grand prix de Bulgarie, puis termine troisième de la seconde manche ce qui lui permet d'obtenir sa première victoire en grand prix.
Après avoir pris la première place provisoire du classement mondial à l'issue du Grand Prix d'Espagne, il rompt le contrat le liant au team privé NGS, qui fait rouler des Honda, pour rejoindre le team officiel KTM. Pour sa première sortie avec sa nouvelle moto, il remporte les deux manches du grand prix de Grande-Bretagne, renforçant ainsi sa place de leader. Lors du grand prix suivant, le grand prix de France disputé à Ernée sur le Circuit Raymond Demy, il remporte de nouveau les deux manches, augmentant son avance au classement du championnat du monde.
Un procès l'opposant à son ancienne écurie Honda le prive du grand prix de Suède. Après un accord à l'amiable, il retrouve les circuits avec KTM. Son retour est ponctué de deux victoires de manches au grand prix de Belgique. Lors du dernier grand prix de l’hiver, il remporte de nouveau les deux manches et remporte son premier titre mondial avec 540 points, soit 40 points d'avance sur le Portugais Rui Goncalves, son coéquipier chez KTM.
La même année, il remporte le titre de champion de France Elite de Motocross MX2, 7 points devant Gautier Paulin.
En 2010, Marvin Musquin remporte le championnat du Monde de Motocross MX2, pour la seconde fois de sa carrière.
Il gagne 8 épreuves du championnat et devance au classement général l'allemand Ken Roczen et le français Steven Frossard.
Il termine également à la 5e place du championnat de France Elite de Motocross MX2 avec 132 points. Son changement d'écurie en cours de saison fait qu'il participe à la dernière épreuve, à Iffendic sur une KTM.
Marvin Musquin est obligé de déclarer forfait pour la saison de Supercross Lites 2011 aux États-Unis à cause de sa rupture du ligament antérieur du genou survenu lors du Supercross de Paris Bercy 2010.
Il fait son retour lors de la saison 2011 de Motocross. Après de bons résultats lors de la première épreuve, à Hangtown, Marvin se blesse à la main pendant la première manche de la seconde épreuve à Freestone. Il ne participe pas aux 5 épreuves suivantes et termine à la 13eplace du championnat.
En 2012, Musquin participe au championnat Supercross Lites Côte Ouest et au championnat Motocross Lites. Il termine à la 3e place du championnat de Supercross derrière Eli Tomac et Dean Wilson.
Sa régularité dans les résultats lors du championnat de motocross lui permet de terminer 5e, 113 points derrière le champion Blake Baggett.
Pour l'année 2013, Marvin Musquin dispute le championnat de Supercross Lites Côte Est ainsi que le championnat de Motocross Lites pour la 3e année consécutive. En Supercross, bien que remportant les épreuves de Daytona, Indianapolis, Toronto et Minneapolis
, Marvin perd le titre face au pilote Honda Will Hahn. En Motocross, il est également sur le podium du championnat, terminant 3e derrière le champion Eli Tomac et Ken Roczen.
Marvin est touché au ligament antérieur du genou lors d'un entraînement en décembre 2013, ce qui l'empêche de participer au championnat de supercross 2014.
Après plusieurs mois à l'écart des compétitions, Marvin fait son retour lors du championnat 2014 de motocross en mai. En 2015, Marvin obtient le titre au championnat Supercross Lites Côte Est.
Et en 2015, il a participé aux nations à Ernée sur le circuit Raymond Demy, où il a offert la victoire à la France, face aux Américains, avec l'aide de ses coéquipiers Gautier Paulin (capitaine de la team France) et Romain Febvre (champion du monde de motocross MXGP). Un week-end qui restera dans les mémoires.
L'année suivante, Musquin monte en 450, où il obtient notamment la seconde place en AMA Supercross puis Motocross en 2018.
En 2017, il remporte la Monster Energy Cup de Las Vegas et la première place dans les trois manches lui assure le chèque exceptionnel d'un million de dollars.

## Résultats détaillés en carrière

### Résultats en AMA Supercross
| Année | Équipe            | Moto         | 1    | 2    | 3    | 4   | 5    | 6   | 7   | 8   | 9   | Classement | Points |
| ----- | ----------------- | ------------ | ---- | ---- | ---- | --- | ---- | --- | --- | --- | --- | ---------- | ------ |
| 2012  | Team Red Bull KTM | KTM 250 SX-F | ANA1 | PHO  | LA   | OAK | ANA2 | SDI | SEA | SLC | LAS | 3e         | 142    |
| 2012  | Team Red Bull KTM | KTM 250 SX-F | 4    | 2    | 19   | 2   | 3    | 16  | 2   | 5   | 6   | 3e         | 142    |
| 2013  | Team Red Bull KTM | KTM 250 SX-F | ARL  | ATL  | LOU  | DAY | IND  | TOR | HOU | MIN | LAS | 2e         | 195    |
| 2013  | Team Red Bull KTM | KTM 250 SX-F | 6    | 3    | 4    | 1   | 1    | 1   | 3   | 1   | 2   | 2e         | 195    |
| 2015  | Team Red Bull KTM | KTM 250 SX-F | ARL  | ATL1 | ATL2 | DAY | IND  | DET | LOU | RUT |     | 1er        | 194    |
| 2015  | Team Red Bull KTM | KTM 250 SX-F | 1    | 2    | 1    | 1   | 1    | 2   | 1   | 1   |     | 1er        | 194    |

| Année | Équipe            | Moto         | 1    | 2    | 3    | 4   | 5   | 6    | 7   | 8   | 9   | 10  | 11  | 12  | 13  | 14  | 15  | 16  | 17  | Classement | Points |
| ----- | ----------------- | ------------ | ---- | ---- | ---- | --- | --- | ---- | --- | --- | --- | --- | --- | --- | --- | --- | --- | --- | --- | ---------- | ------ |
| 2016  | Team Red Bull KTM | KTM 450 SX-F | ANA1 | SDI1 | ANA2 | OAK | GLE | SDI2 | ARL | ATL | DAY | TOR | DET | CLA | IND | LOU | FOX | RUT | LAS | 7e         | 214    |
| 2016  | Team Red Bull KTM | KTM 450 SX-F | 14   | 9    | 9    | 3   | 9   | 7    | 6   | 2   | 3   | 2   | 2   | 17  | --  | 15  | 10  | 7   | 21  | 7e         | 214    |

### Résultats détaillés en AMA Motocross
| Année | Équipe            | Moto         | 1   | 1   | 2   | 2   | 3   | 3   | 4   | 4   | 5   | 5   | 6   | 6   | 7   | 7   | 8   | 8   | 9   | 9   | 10  | 10  | 11  | 11  | 12  | 12  | Classement | Points |
| ----- | ----------------- | ------------ | --- | --- | --- | --- | --- | --- | --- | --- | --- | --- | --- | --- | --- | --- | --- | --- | --- | --- | --- | --- | --- | --- | --- | --- | ---------- | ------ |
| 2012  | Team Red Bull KTM | KTM 250 SX-F | HAN | HAN | FRE | FRE | THU | THU | HPO | HPO | BUD | BUD | RED | RED | SPR | SPR | WAS | WAS | 338 | 338 | UNA | UNA | STE | STE | ELS | ELS | 5e         | 406    |
| 2012  | Team Red Bull KTM | KTM 250 SX-F | 5   | 14  | 5   | 8   | 5   | 5   | 6   | 4   | 4   | 4   | 4   | 4   | 7   | 6   | 3   | 4   | 2   | 5   | 2   | 3   | 5   | 5   | 4   | 3   | 5e         | 406    |
| 2013  | Team Red Bull KTM | KTM 250 SX-F | HAN | HAN | THU | THU | MUD | MUD | HPO | HPO | BUD | BUD | 338 | 338 | RED | RED | WAS | WAS | SPR | SPR | UNA | UNA | SLC | SLC | ELS | ELS | 3e         | 411    |
| 2013  | Team Red Bull KTM | KTM 250 SX-F | 4   | 4   | 4   | 4   | 2   | 2   | 2   | 1   | 2   | 7   | 10  | 9   | 3   | 4   | 3   | 4   | 4   | 4   | 8   | 9   | 5   | 8   | 9   | 10  | 3e         | 411    |
| 2014  | Team Red Bull KTM | KTM 250 SX-F | GLH | GLH | HAN | HAN | THU | THU | HPO | HPO | TEN | TEN | RED | RED | BUD | BUD | SPR | SPR | WAS | WAS | UNA | UNA | IND | IND | UTA | UTA | 4e         | 408    |
| 2014  | Team Red Bull KTM | KTM 250 SX-F | 10  | 8   | 9   | 7   | 7   | 4   | 5   | 8   | 5   | 5   | 4   | 3   | 8   | 14  | 2   | 4   | 1   | 1   | 2   | 5   | 3   | 1   | 4   | 5   | 4e         | 408    |
| 2015  | Team Red Bull KTM | KTM 250 SX-F | HAN | HAN | GLH | GLH | THU | THU | TEN | TEN | HPO | HPO | BUD | BUD | RED | RED | SPR | SPR | WAS | WAS | UNA | UNA | UTA | UTA | IRO | IRO | 2e         | 479    |
| 2015  | Team Red Bull KTM | KTM 250 SX-F | 1   | 2   | 1   | 1   | 14  | 2   | 1   | 4   | 1   | 1   | 7   | 1   | 4   | 6   | 8   | 3   | 1   | 2   | 4   | 1   | 1   | 3   | 40  | 3   | 2e         | 479    |
| 2016  | Team Red Bull KTM | KTM 450 SX-F | HAN | HAN | GLH | GLH | THU | THU | HPO | HPO | TEN | TEN | RED | RED | SOU | SOU | SPR | SPR | WAS | WAS | UNA | UNA | BUD | BUD | IRO | IRO | 3e         | 401    |
| 2016  | Team Red Bull KTM | KTM 450 SX-F | 9   | 7   | 9   | 11  | 37  | 5   | 2   | 4   | 7   | 4   | 5   | 6   | 3   | 7   | 3   | 2   | 3   | 3   | 3   | 2   | 2   | 4   | 4   | 4   | 3e         | 401    |

### Autres
| Année | Championnat                        | Équipe                       | Moto          | 1         | 2         | 3         | 4                    | 5                    | 6                    | 7           | 8           | 9              | 10             | 11             | 12             | 13           | 14           | 15        | 16        | 17       | 18       | 19                | 20                | 21                | 22         | 23   | 24   | 25 | 26 | 27 | 28 | 29 | 30 | Classement | Points |
| ----- | ---------------------------------- | ---------------------------- | ------------- | --------- | --------- | --------- | -------------------- | -------------------- | -------------------- | ----------- | ----------- | -------------- | -------------- | -------------- | -------------- | ------------ | ------------ | --------- | --------- | -------- | -------- | ----------------- | ----------------- | ----------------- | ---------- | ---- | ---- | -- | -- | -- | -- | -- | -- | ---------- | ------ |
| 2008  | Championnat d'Europe de Supercross | Team Honda NGS               | Honda 250 CRF | MIL       | BIL       | MAR       | MIL                  | GEN                  |                      |             |             |                |                |                |                |              |              |           |           |          |          |                   |                   |                   |            |      |      |    |    |    |    |    |    | 3e         | 59     |
| 2008  | Championnat d'Europe de Supercross | Team Honda NGS               | Honda 250 CRF | 9         | 3         | 1         | 2                    | 1                    |                      |             |             |                |                |                |                |              |              |           |           |          |          |                   |                   |                   |            |      |      |    |    |    |    |    |    | 3e         | 59     |
| 2009  | Championnat de France Elite MX2    | Team Normandie Challenge One | Honda 250 CRF | Sommières | Sommières | Sommières | Pernes-les-Fontaines | Pernes-les-Fontaines | Pernes-les-Fontaines | Romagné     | Romagné     | Romagné        | Plomion        | Plomion        | Plomion        | Brou         | Brou         | Brou      | Iffendic  | Iffendic | Iffendic |                   |                   |                   |            |      |      |    |    |    |    |    |    | 1er        | 278    |
| 2009  | Championnat de France Elite MX2    | Team Normandie Challenge One | Honda 250 CRF | 36        | 5         | 2         | 1                    | 3                    | 1                    | 5           | 4           | 8              | 16             | 25             | 6              | 31           | 7            | 3         | 1         | 2        | 2        |                   |                   |                   |            |      |      |    |    |    |    |    |    | 1er        | 278    |
| 2009  | Championnat du Monde FIM MX2       | Team Honda NGS               | Honda 250 CRF |           |           |           |                      |                      |                      |             |             |                |                |                |                |              |              |           |           |          |          |                   |                   |                   |            |      |      |    |    |    |    |    |    | 1er        | 540    |
| 2009  | Championnat du Monde FIM MX2       | Team Honda NGS               | Honda 250 CRF | 3         | X         | 1         | 3                    | 5                    | 2                    | 8           | 12          | 1              | 6              | 14             | 9              |              |              |           |           |          |          |                   |                   |                   |            |      |      |    |    |    |    |    |    | 1er        | 540    |
| 2009  | Championnat du Monde FIM MX2       | Team Red Bull KTM            | KTM 250 SX-F  |           |           |           |                      |                      |                      |             |             |                |                |                |                |              |              |           |           |          |          |                   |                   |                   |            |      |      |    |    |    |    |    |    | 1er        | 540    |
| 2009  | Championnat du Monde FIM MX2       | Team Red Bull KTM            | KTM 250 SX-F  | 1         | 1         | 1         | 1                    | 6                    | 1                    | 1           | 2           | -              | -              | 1              | 1              | 2            | 28           | 2         | 1         | 1        | 1        |                   |                   |                   |            |      |      |    |    |    |    |    |    | 1er        | 540    |
| 2010  | Championnat de France Elite MX2    | Team Normandie Challenge One | KTM 250 SX-F  | Sommières | Sommières | Sommières | Pernes-les-Fontaines | Pernes-les-Fontaines | Pernes-les-Fontaines | Romagné     | Romagné     | Romagné        | Gaillac-Toulza | Gaillac-Toulza | Gaillac-Toulza | Ernée        | Ernée        | Ernée     | Iffendic  | Iffendic | Iffendic | Lacapelle-Marival | Lacapelle-Marival | Lacapelle-Marival |            |      |      |    |    |    |    |    |    | 5e         | 132    |
| 2010  | Championnat de France Elite MX2    | Team Normandie Challenge One | KTM 250 SX-F  | -         | -         | -         | 3                    | 4                    | 1                    | Np          | Np          | Np             | -              | -              | -              | 1            | 2            | 2         | -         | -        | -        | -                 | -                 | -                 |            |      |      |    |    |    |    |    |    | 5e         | 132    |
| 2010  | Championnat du Monde FIM MX2       | Team Red Bull KTM            | KTM 250 SX-F  |           |           |           |                      |                      |                      |             |             |                |                |                |                |              |              |           |           |          |          |                   |                   |                   |            |      |      |    |    |    |    |    |    | 1er        | 635    |
| 2010  | Championnat du Monde FIM MX2       | Team Red Bull KTM            | KTM 250 SX-F  | 1         | 1         | 1         | 1                    | 8                    | 5                    | 1           | 1           | 7              | 1              | 1              | 1              | 1            | 1            | 1         | 2         | 1        | 7        | 4                 | 5                 | 2                 | 3          | 2    | 1    | 2  | 2  | 3  | 2  | 2  | 27 | 1er        | 635    |
| 2011  | Championnat du Monde FIM MX2       | Team Red Bull KTM            | KTM 250 SX-F  |           |           |           |                      |                      |                      |             |             |                |                |                |                |              |              |           |           |          |          |                   |                   |                   |            |      |      |    |    |    |    |    |    | 34e        | 17     |
| 2011  | Championnat du Monde FIM MX2       | Team Red Bull KTM            | KTM 250 SX-F  | 19        | 6         |           |                      |                      |                      |             |             |                |                |                |                |              |              |           |           |          |          |                   |                   |                   |            |      |      |    |    |    |    |    |    | 34e        | 17     |
| 2011  | AMA Motocross Lites                | Team Red Bull KTM            | KTM 250 SX-F  | Hangtown  | Hangtown  | Freestone | Freestone            | High Point           | High Point           | Budds Creek | Budds Creek | Thunder Valley | Thunder Valley | Red Bud        | Red Bud        | Spring Creek | Spring Creek | Washougal | Washougal | Unadilla | Unadilla | Moto-X 338        | Moto-X 338        | Steel City        | Steel City | Pala | Pala |    |    |    |    |    |    | 13e        | 177    |
| 2011  | AMA Motocross Lites                | Team Red Bull KTM            | KTM 250 SX-F  | 4         | 6         | Ab        | Np                   | -                    | -                    | -           | -           | -              | -              | -              | -              | -            | -            | 10        | 18        | 7        | 8        | 7                 | 8                 | 3                 | 3          | 4    | 4    |    |    |    |    |    |    | 13e        | 177    |

## Palmarès
- Vainqueur du Motocross Cadet d'Illats 2004
- Champion d'Europe Cadet de motocross (en) 2004 (85 cm3)
- Champion de France Cadet de Motocross 2005 (85 cm3)
- Champion de France Cadet de Supercross 2005 (85 cm3)
- Champion de France de Supercross MX2 2006, 2007 (125 cm3)
- Champion de France Élite MX2 2009 (250 cm3)
- Champion du monde de Motocross MX2 2009, 2010 (250 cm3)
- Vainqueur des 3 finales du Supercross de Dortmund 2008 (250 cm3)[33]
- Vainqueur du Supercross de Madrid 2009[34]
- Vainqueur du Supercross de Genève 2013, 2014, 2016 et 2017[35]
- Vainqueur du Red Bull Straight Rhythm 2014 (catégorie 250 cm3)[36]
- Champion AMA Supercross de la Côte-Est 2015 (250 cm3)
- Vainqueur du Motocross des nations 2015 avec Gautier Paulin et Romain Febvre
- Vainqueur de la Red Bull Straight Rythm 2016 et 2017( Open 450 cm3)
- Vainqueur du Supercross de Paris-Lille en 2016
- Vainqueur de l'AMA SX Monster Cup 2017 à Las Vegas
- Vainqueur du Supercross de Paris en 2017
- Vainqueur du Supercross de Paris en 2021. (King of Paris 2021)